# Franciscaines de la Croix du Liban
Les franciscaines de la Croix du Liban (en latin : Congregationis Sororum Franciscanarum a Cruce de Libano) forment une congrégation religieuse enseignante et hospitalière de droit pontifical.

## Historique
La congrégation est fondée à Ghazir par Jacques de Ghazir (1875-1954) capucin, avec l'aide de Marie Zougheib en religion Mère Marie de la Croix.
L'institut est agrégé aux frères mineurs capucins le 31 juillet 1946, il est approuvé par le vicaire apostolique de Beyrouth le 1er août 1949 et reçoit le décret de louange le 25 juillet 1967.

## Activités et diffusion
Les franciscaines de la Croix du Liban se consacrent à l'assistance hospitalière des prêtres âgés et malades, aux soins aux handicapés et aux personnes âgées, à l'enseignement, aux soins des orphelins.
Elles sont présentes en :
- Asie de l'Ouest : Liban, Égypte, Israël, Jordanie, Syrie.
- Europe : Italie, France (Lourdes).

Le siège général est à Bqennaya.
En 2015, la congrégation comptait 218 sœurs dans 24 maisons.